# Schloss Alt-Grabenhofen
Das Schloss Alt-Grabenhofen, auch Stadlerischer Hof genannt, war ein Schloss, das nördlich von Graz, in der Senke zwischen dem Reinerkogel und dem Rosenberg (wohl an der Ecke der heutigen Grabenstraße/Hochsteingasse) in der Nähe des Schlosses Neu-Grabenhofen lag. Es wurde erstmals 1294 als Wehrhof urkundlich erwähnt. 1662 wurde es „als einem Schloss nicht unähnlich“ beschrieben. Wegen Baufälligkeit wurde es nach 1773 abgebrochen.

## Beschreibung
Bei seiner ersten urkundlichen Erwähnung 1294 dürfte das Gut aus nicht mehr, als einem Wehrhof und einigen Gütern bestanden haben. 1633 umfasste die Liegenschaft den Wehrhof, einen Meierhof, einen Burgfried, vier Gärten, einen Teich, eine Niederjagd sowie mehrere Fischgewässer. 1662 bestand es aus einem schlossähnlichen Wehrhof, einer Kapelle, einem Steinbruch, einem Teich, sowie mehrere Gärten und Felder.

## Geschichte
Namensgebend für das Schloss Alt-Grabenhofen sind die edelfreien Herren von Graben, welche durch den Historiker Valvasor bereits 1170 als Herren von Schloss Graben unweit von Rudolfswerth (Novo mesto), im damaligen Mittelkrain, erwähnt werden. Die Linie, die das Gebiet am Graben und Grabenhofen in Besitz hatte, wird als Konradinische Linie Am Graben bezeichnet. Wahrscheinlich war Alt-Grabenhofen anfangs ein Lehen der Herren von Walsee. Von der Herren von Graben auf Grabenhofen leitet sich auch das hochadelige Geschlecht Orsini-Rosenberg ab. Als deren erster urkundlich erwähnter Vertreter wird laut dem Genealogischen Handbuch des Adels im Jahre 1322 Konrad ab dem Rosenperg, vielleicht mit Konrad II. vom (ab dem) Graben oder einem seiner nächsten Verwandten ident, genannt, welcher den Namen des sich neben dem Schloss gelegenen Rosenberges annahm.
Da die Konradinische Linie der Herren von Graben Am Graben mit Reinprecht IV. vom Graben um 1468 endete, kam das Gut, oder Teile davon, an die Herren von Graben der Kornberger Linie. Als auch jene mit Andrä von Graben am 14. April 1556 im Mannesstamm erlosch, ging zumindest ein Teil des Gutes an seine Erbschwester Anna von Graben und ihren Gatten Christoph von Stadl, Stammherren der späteren Reichsgrafen Von Stadel-Kornberg über.
In der Folgezeit kam es zu heftigen Erbstreitigkeiten, die erst durch einen Schiedsspruch Erzherzog Maximillians beigelegt wurden. Durch den Schiedsspruch ging jeweils die Hälfte des Besitzes an die Herren von Stadl und an die Herren von Neuhaus.
Um 1611 wurde das Gut auf 12.000 Gulden geschätzt. Nach dem Tod von Christoph Stadler 1611 erbte sein Sohn Georg Leopold Freiherr von Stadl den Hof, den er an seine Mutter Salome verkaufte. 1619 erwarb der Grazer Bürger Georg Klingendraht das Gut. 1622 konnte Sabina von Glojach den Hof mit Hilfe des Einstandsrechtes um ein Fünftel des wahren Kaufpreises an sich lösen. Als sie 1633 starb, wurde der Hof auch der „Stadlerische Hof“ genannt und auf 3.500 Gulden geschätzt. Der Vormund der Erben, Hans Karl von Glojach, verkaufte das Gut noch im selben Jahr an Christof Freiherrn von Eibiswald, der einen Verwalter einsetzte. 1650 nahm seine Witwe den Hof um 300 Gulden in Pacht und verpachtete ihn um 800 Gulden weiter. 1662 wurde das Gut als „einem Schloss nicht unähnlich“ beschrieben und auf einen Wert von 4.500 Gulden geschätzt. Ab 1740 musste – wegen steigender Schulden der Besitzer – ein öffentlicher Verwalter eingesetzt werden. Da das Gut sehr verwahrlost war, wollte es niemand kaufen und es wurde 1765 zwangsversteigert. Um 24.000 Gulden erwarb das Grazer Bäckerhandwerk das Gut, nutzte aber nur die vorhandenen Mühlen. Das baufällige Schloss und einige Güter wurden 1773 an Josef Boseth von Trautenburg verkauft, welcher es mit seinem Besitz, dem Schloss Neu-Grabenhofen verband. Nach 1773 wurde das Schloss abgebrochen und das Baumaterial wurde für andere Bauten verwendet.